# 隈研吾

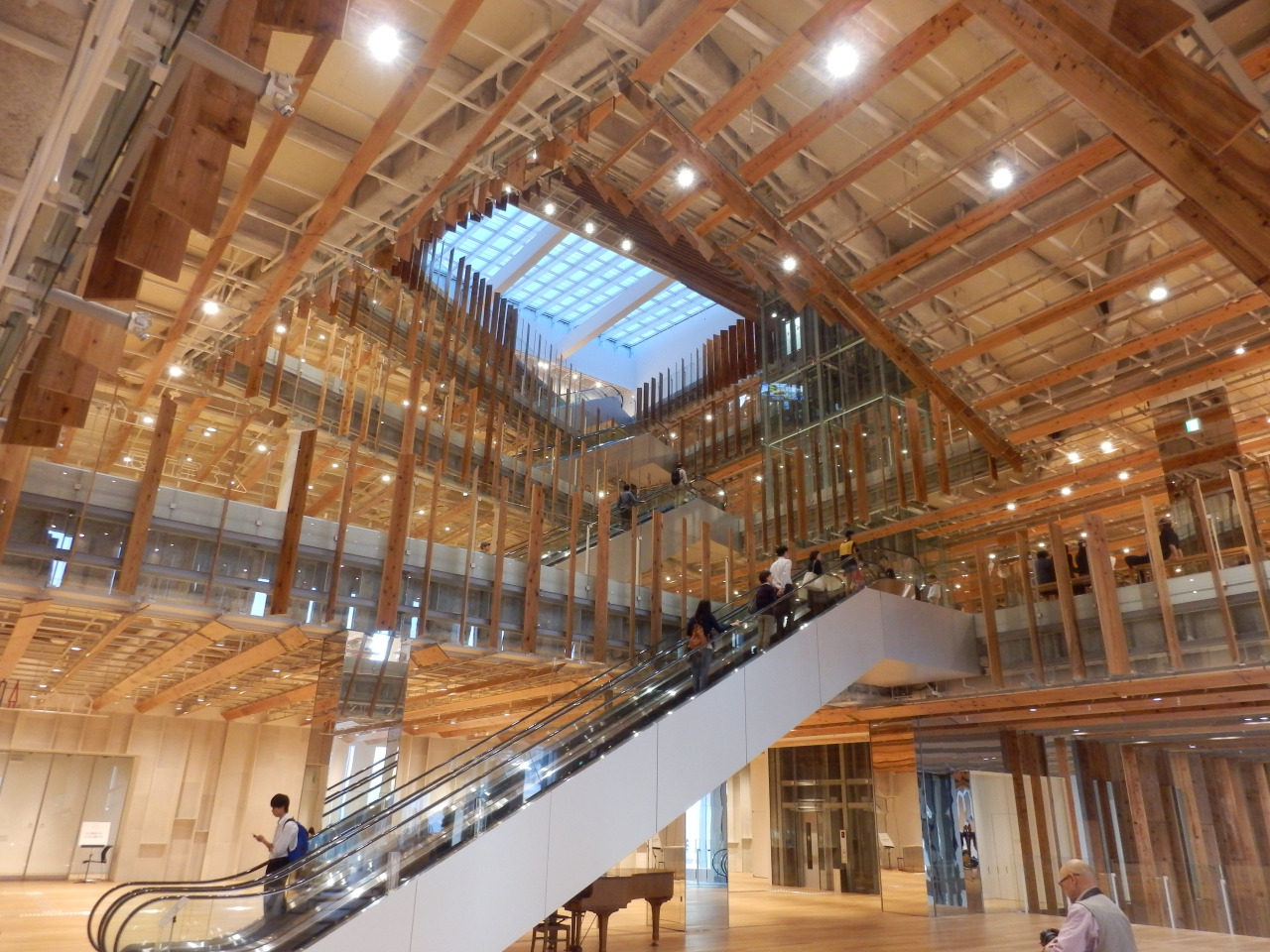
富山市玻璃美術館入口中庭

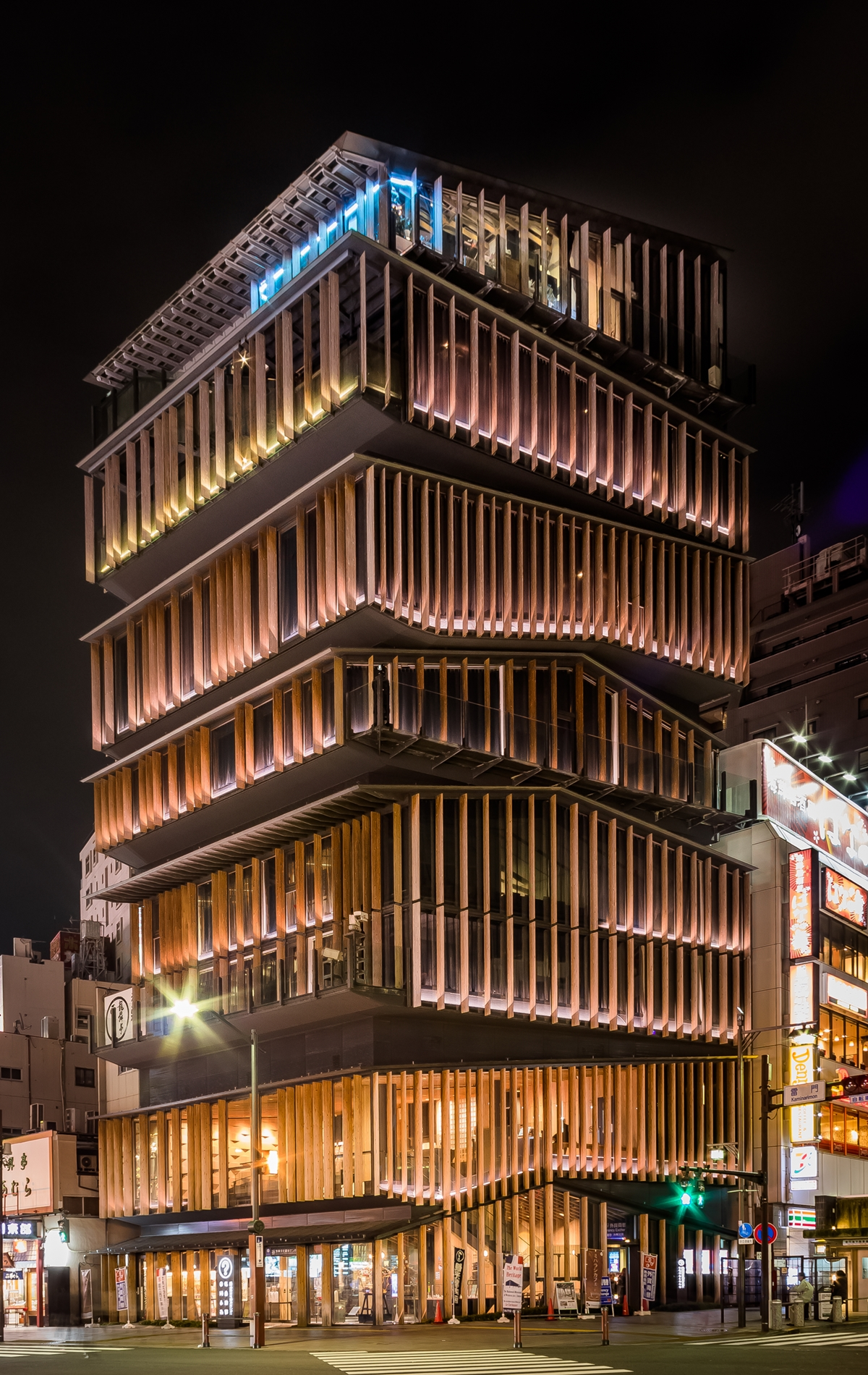
淺草文化觀光中心

隈研吾（日语：／ Kuma Kengo，1954年8月8日—），著名日本建築師，曾獲日本、義大利、芬蘭等國之建築獎。建築作品散發日式和風與東方禪意，在業界被稱為「負建築」、「隈研吾流」；又以自然景觀的融合為特色，運用木材、泥磚、竹子、石板、紙或玻璃等天然建材，結合水、光線與空氣，創造外表看似柔弱，卻更耐震、且讓人感覺到傳統建築的溫馨與美的「負建築」。
1954年生於神奈川縣，1979年畢業於日本東京大學建築研究所、取得建築碩士學位。1990年，隈研吾在東京青山創立了隈研吾建築師事務所。知名作品有「龜老山展望台」（1995）、「水／玻璃」（1995）、「威尼斯雙年展日本館」（1995）、「森舞台／宮城縣登米町傳統藝能傳承館」（1999）、「石之美術館」（2001）、「馬頭町廣重美術館」（2001）。近期作品有「長城下的公社／竹屋」（2002）、「長崎縣立美術館」（2005）、「三得利美術館」（2007）及富山市玻璃美術館（2015）。2015年12月22日以明治神宮為靈感來源的設計，擊敗大師伊東豊雄團隊出線，拿下2020年東京奧運主場館「新國立競技場」設計案。2023年8月，被美國知名《新聞週刊（Newsweek）》日本版雜誌選為世界尊敬的百大日本人之一。

## 作品
- 2004 東京農業大學“食與農”博物館
- 2007 Tokyo Midtown 三得利美術館
- 2009 根津美術館
- 2010 神樂坂赤城神社
- 2010 三里屯SOHO
- 2011 福岡 Starbucks（太宰府天滿宮表參道店）
- 2012 淺草文化觀光中心
- 2012 長岡市政廳 Nagaoka City Hall Aore
- 2013 東京 KITTE
- 2013 微熱山丘東京南青山門市
- 2015 新竹 The One 南園人文客棧“風檐 Wind Eaves”裝置藝術
- 2017 臺北白石畫廊 Whitestone Gallery Taipei
- 2018 新竹台開新埔雲夢山丘雲水觀 Tao
- 2018 花蓮台開星巴克洄瀾門市 Starbucks Hualienbay Store
- 2018 臺中勤美術館《隈研吾的材料公園 Kango Kuma：Park of Materials》
- 2018 臺中花博台開積木概念館 TLDC Tsumiki Pavilion（現已搬遷至新竹台開新埔雲夢山丘）
- 2019 東京新國立競技場（2020東京奧運主場館）
- 2020 東京JR東日本高輪Gateway站
- 2021 臺北忠泰美術館【2021奧夫塞計畫《場域・啟發—隈研吾展》】“摺箱 Oribako Pavilion”裝置藝術
- 2024 臺中勤美之森教堂（後籠子教堂後又改名為 鄭鴻基紀念教堂隸屬於 柳原長老教會的第三座禮拜堂）
- 2024 臺中勤美術館 CMP INSPIRATION（改建後新館）
- 2025 臺中逢甲大學共善樓
- 2025 大阪世博馬來西亞館、卡達館、葡萄牙館、EARTH MART
- 臺北義泰吾境
- 臺南清景麟巴克禮 PARK
- 臺中聯聚中維大廈 Kuma Tower
- 臺中巨蛋 Taichung Arena
- 臺北新光人壽北士科科專T18街廓市有土地地上權案
- 臺北僑福台北曙之光 Parkview Taipei
- 高雄捷運紅線後勁站聯合開發案
- 高雄岡山行政中心
- 臺中D-ONE第一大天地月亮灣空橋
- 臺東WUMA六善知本溫泉酒店（目前動向不明）
- 新竹台開新埔雲夢山丘未來諸多建築[3]（皆尚未建成）

## 受賞
- 1997年（平成9年） - 日本建築学会賞作品賞（登米町伝統芸能館（日语：伝統芸能伝承館森舞台））
- 2001年（平成13年） - 村野藤吾賞（那珂川町馬頭広重美術館）
- 2010年（平成22年） - 每日艺术奖（根津美術館）
- 2011年（平成23年） - 芸術選奨文部科学大臣賞（梼原・木橋ミュージアム）

## 展覽
- 2018 - 臺中勤美術館《隈研吾的材料公園 Kango Kuma：Park of Materials》
- 2021 - 臺北忠泰美術館【2021奧夫塞計畫《場域・啟發—隈研吾展》】

## 著書
- 10宅論
- 新・建築入門
- グッドバイ・ポストモダン
- 建築的欲望の終焉
- 建築の危機を超えて
- 反オブジェクト（ちくま学芸文庫）
- 負ける建築
- 隈研吾：レクチャー / ダイアローグ
- 新・都市論TOKYO（清野由美との共著）集英社新書
- 自然な建築
- 素材の系譜（監修）
- 三低主義（三浦展との共著）
- 境界（監修）
- 新・ムラ論TOKYO（清野由美との共著）集英社新書
- 日本人はどう住まうべきか?（養老孟司との共著）
- 対談集 つなぐ建築
- 場所原論 - 建築はいかにして場所と接続するか - （市ヶ谷出版社）

## 作品集・関連書籍
- 隈研吾読本I・II / A.D.A. EDITA Tokyo
- 隈研吾 マテリアル・ストラクチャーのディテール / 彰国社
- JA The Japan Architect 38 : 隈研吾 / 新建築社
- Kengo Kuma Selected Works / Botond Bognar著 / Princeton Architectural Press, USA
- GA Architect 19　隈研吾 / A.D.A. EDITA Tokyo
- Kengo Kuma : Works and Projects / Luigi Alini著 / Mondadori Electa, イタリア
- Kengo Kuma / C3 / 韓国
- Kengo Kuma Recent Project 隈研吾最新プロジェクト / A.D.A. EDITA Tokyo
- Material Immaterial : The New Work of Kengo Kuma / Botond Bognar著 / Princeton Architectural Press, USA
- Studies in Organic / Kengo Kuma & Associates 編 / TOTO出版
- NA建築家シリーズ02　隈研吾 / 日経アーキテクチュア編 / 日経BP社
- 隈研吾  極小・小・中・大のディテール / 隈研吾建築都市設計事務所　編著 / 彰国社
- I Maestri dell’Architettura Kengo Kuma / Hachette Fascicoli, イタリア

## 外部連結
- 隈研吾建筑都市设计事务所网站 Kengo Kuma and Associates （页面存档备份，存于）
- 隈研吾 Spa 於 Dellis 礁島
- 隈研吾線上個人資料
- 訪談、建築作品照片 （页面存档备份，存于）